# Populus afghanica
Populus afghanica is een boom uit de wilgenfamilie (Salicaceae).
De boom wordt gerekend tot de sectie van de zwarte populieren (Aigeiros). De soort komt voor in China (provincie Xinjiang), Afghanistan (provincies Wakhan, Kabul, Wardak, Parvan en Ghazni), Kirgizië, Pakistan (provincies Waziristan en Kurram), Tadzjikistan, Oezbekistan en Iran (Zuid- en Zuidwest-Iran). De boom komt hier voor in de stroomvlakten van rivieren op een hoogte van 1400 - 2000 m boven zeeniveau.

## Beschrijving

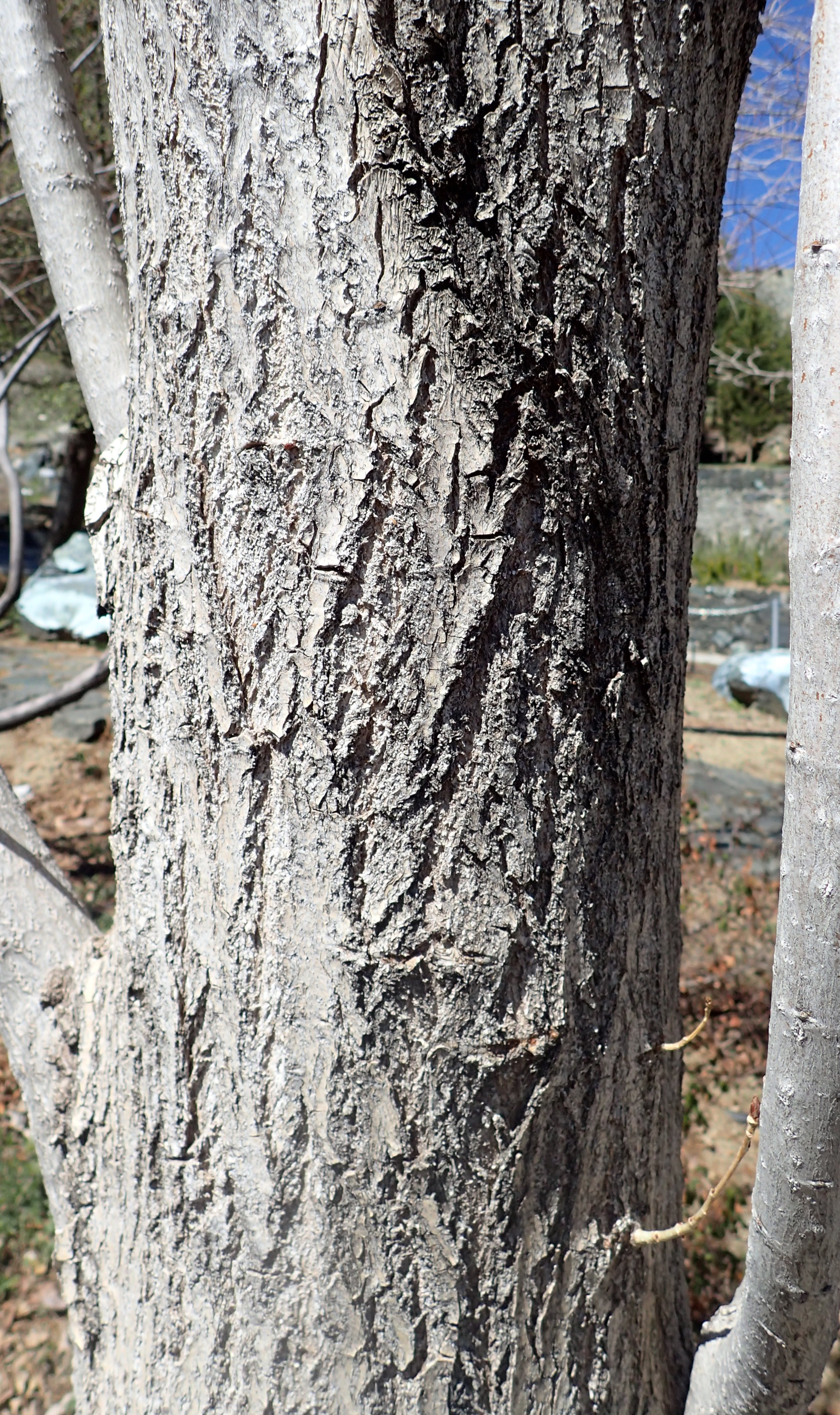
grijsachtige stam

Sommige auteurs beschouwen P. afghanica als een variant van P. nigra; (P. nigra var. afghanica Aitch. & Hemsl.). Duidelijk is dat er sprake is van een verwantschap tussen beide populieren.
P. afghanica kan 30 m groot worden, de takken zijn omhoog gericht waardoor de boom een slanke vorm heeft. De schors is grijsachtig en donkerder aan de basis. De knoppen zijn klein en eivormig. Het blad is eivormig aan de basis en spits aan de top. De boom is tweehuizig dat wil zeggen dat de boom of mannelijke of vrouwelijke katjes produceert. De katjes verschijnen in het voorjaar samen met de bladeren. Het mannelijk katje is ca. 4  cm groot, het vrouwelijke 5-7 cm. Na bevruchting door de wind worden doosvruchten van 5-6 mm gevormd gevuld met zaden.
... ·  
P. ×acuminata · 
P. adenopoda · 
P. afghanica · 
P. alba (Witte abeel) · 
P. angustifolia (Smalbladige populier) · 
P. balsamifera (Ontariopopulier) · 
P. ×berolinensis (Siberische balsempopulier) · 
P. ×canadensis (Canadapopulier) · 
P. candicans · 
P. ×canescens (Grauwe abeel) · 
P. cathayana · 
P. davidiana · 
P. deltoides (Amerikaanse populier) · 
P. euphratica · 
P. fremontii · 
P.  grandidentata (Grofgetande populier) · 
P. guzmanantlensis ·  
P. heterophylla (Hartbladige populier) · 
P. ilicifolia · 
P. ×interamericana (Zwarte balsemhybride) · 
P. ×jackii · 
P. koreana · 
P.  lasiocarpa (Ruwe populier) · 
P. laurifolia (Laurierpopulier) · 
P. maximowiczii (Koreaanse balsempopulier) · 
P. mexicana · 
P. nigra (Zwarte populier) · 
P. nigra var. italica (Italiaanse populier) · 
P. rotundifolia · 
P. sieboldii · 
P. simonii (Chinese balsempopulier) · 
P. suaveolens · 
P. szechuanica · 
P. ×tomentosa ·  
P. tremula (Ratelpopulier) · 
P. tremuloides (Amerikaanse ratelpopulier) · 
P. trichocarpa (Zwarte balsempopulier) · 
P. tristis · 
P. wilsonii (Wilsonpopulier) · 
P. yunnanensis · 
...